# 't Lo
 't Lo (ook: Het Lo, Lo, Hamontlo of Hamont-Lo) is een gehucht ten zuiden van Hamont in de Belgische provincie Limburg.
Dit gehucht bestaat vooral uit verspreide bebouwing. Ten zuiden ervan zijn vochtige bossen en ligt de Hamontbeek.
In 't Lo vestigden zich in 1902 de paters Salvatorianen. In 1964 werd het gehucht een zelfstandige parochie.

## Bezienswaardigheden
- Klooster van de Salvatorianen, met onderwijscollege, eveneens op 't Lo, met een door de architect Simons ontworpen Salvator Mundikerk uit 1964 die tevens het begin van de zelfstandige parochie 't Lo betekende.
- Kasteel de l'Escaille (ook: Kasteel Het Lo) ten zuiden van Hamont en 't Lo, is een gebouw uit 1875 met twee torentjes, te midden van bossen. Dit kasteel ligt te midden van een privédomein van 100 ha, dat onder meer van belang is voor watervogels.
- Salvator Mundikerk, een kerkgebouw uit 1964

## Nabijgelegen kernen
Hamont, Lozen, Kaulille, Sint-Huibrechts-Lille
Deelgemeenten: Achel · Hamont

Overige kernen: Achel-Statie · 't Lo

Belgische gemeenten · Arrondissement Maaseik · Limburg · Vlaanderen